# 梅原大吾
梅原 大吾（うめはら だいご、1981年5月19日 - ）は、青森県弘前市出身のプロゲーマー。ジャパン・eスポーツ・プロライセンス保持者。
日本での愛称はウメハラ、ウメ、ウメさん、ウメちゃん、ウメ兄。アメリカでは本名のDaigoのほか、The Beast, Daigo the Beastというニックネームでも知られる。
2D対戦型格闘ゲームにおいて数々の大会を制している、国際的に著名な格闘ゲームプレイヤー。とりわけカプコン社製の対戦型格闘ゲームで実績を多く残し、同社開発本部長（当時）の岡本吉起から「10年に一人の天才」と呼ばれた。身長173cm。

## 来歴
青森県弘前市で生まれ、小学校2年生の時に東京へ引っ越し少年時代を足立区で過ごす。

### 初期
七歳上の姉の誘いによりゲームを覚え、後にゲームセンターで対戦型格闘ゲームを始めるようになる。
梅原は2022年9月にMildomの配信で「もし当時のアングラな雰囲気のゲームセンターという環境ではなく、現在の格闘ゲーマーという華々しい存在がおり家庭用ゲーム機でのオンライン対戦がメインの時代なら格闘ゲームに熱中していたか?」というリスナーの質問に「今の環境で格ゲーに出会ってたら絶対やってない」「誰かが引いたレールなんて興味がない」「才能があるか無いか分かんねーから面白かった」と答えている。
1994年には、梅原が中学生の頃に稼働された『スーパーストリートファイターII X』において才能が開花し、当時から都内のゲームセンターでは著名な存在だった。特に『ヴァンパイアハンター』では286連勝（この記録は負け終了ではなく、ゲームセンターの閉店時間に伴うプレイ放棄による終了。ゲーム内の表示は255でオーバーフローを起こしたため31であった）。さらに、強キックのボタンが壊れたアーケード筐体で50連勝するという記録を持つ。
1995年、ゲーメスト杯『ヴァンパイアハンター』全国大会に出場。選手宣誓を務めるものの、ブロック決勝敗退。1997年、ゲーメスト杯『ヴァンパイアセイヴァー』の全国大会において、長年のライバル（盟友）となる大貫晋也（通称ヌキ）を決勝リーグで打ち倒し優勝。全国にその名を広めるきっかけとなる。
1998年、ゲーメスト杯『ストリートファイターZERO3』の全国・世界大会が開催。梅原は関東地区予選の決勝戦で大貫に敗れ、2位に終わった。10月18日に東京ゲームショウ'98秋のカプコンブースにて行われた全国大会決勝大会「ストリートファイターZERO3 全国大会」において、Zブロックから出場。決勝戦で大貫を倒し優勝した。カプコンの開発副本部長、船水紀孝から優勝トロフィーと記念品が贈呈された。その後、11月8日にアメリカ・サンフランシスコで行われた日米決戦「STREET FIGHTER ALPHA3 WORLD CHAMPIONSHIP」において、全米大会優勝者のアレックス・ヴァイエと対戦。試合前のインタビューで「自分では負ける要素ないと思ってるんで」と言い放ち、追い込まれるものの宣言通り勝利を収め、世界一となった。この一連の大会模様はテレビ東京系列の深夜番組で放映された。
2000年『カプコン バーサス エス・エヌ・ケイ ミレニアムファイト 2000』の全国大会に出場。ここでも優勝を果たし、カプコンオフィシャルの全国大会で3連覇を達成。同年行われたカプコン格闘ゲーム日米決戦では『ストリートファイターIII 3rd STRIKE』部門にて選抜。アレックスを始めとする全米選抜選手4人を打ち倒した。
2001年『CAPCOM VS. SNK 2 MILLIONAIRE FIGHTING 2001』の全国大会に出場。今大会においても前評判は非常に高く「優勝に最も近い男」と呼ばれていたものの、決勝トーナメント敗退。梅原と大貫は今大会において対戦することがなく、優勝した大貫は「梅原君を倒して優勝したかった」とコメントした。

### 闘劇・EVO参戦
2003年には、日本の「闘劇」とアメリカの「Evolution Championship Series（EVO）」という、両国を代表する対戦型格闘ゲームの祭典に出場。複数のゲームにおいて優勝を果たす。この頃にはその強さが世界的に知られており、梅原は出場したほとんどのゲームにおいて優勝候補であり、出場する試合は人気カードであった。
2004年にはEVOに再度出場。『ストリートファイターIII 3rd STRIKE』のルーザーズ決勝で「背水の逆転劇」（EVO Moment #37）と呼ばれる逆転を決め、称賛を受けた。
2005年、闘劇の『ストリートファイターIII 3rd STRIKE』部門で大貫とタッグ「ウメヌキ」を組み優勝。『スーパーストリートファイターII X』の大会「X-MANIA外伝」をプロデュースなど活発な活動を続けるが、出場予定だったEVOをキャンセル。出場をキャンセルしたこと自体が海外のゲームサイトでニュースに取り上げられた。キャンセル理由はインタビューにて「練習せずに4タイトル取るのはキツイ」ためとインタビュアーにコメント。その際、大貫が出場し善戦していたことを聞いて讃えた後、焼肉をマネージャーに奢ってもらった事をインタビュアーに告げた。この前後から格闘ゲームの第一線から徐々に遠ざかり、多くのアルバイトを転々とした後、将来の稼業として麻雀を選択して雀荘に勤務し、プロの雀士を志す。
2007年、『Darkstalkers Combination Cup』（『DCC』）第2回大会に参加。ブランクがあったにもかかわらず『ヴァンパイアハンター』部門で優勝を果たした。使用キャラはパイロン。
2008年、勝負の世界に疲れ、主に認知症の老人を担当とする老人ホームで約一年間勤務をする傍ら、『ストリートファイターIV』をプレイし始める。稼動直後から勝率90%以上をキープし続け、2008年8月8日付けで携帯公式サイトの通算バトルポイント全国ランキング1位となった。使用キャラはリュウ。
2009年、格闘ゲームプレイヤー「総師範KSK」の呼びかけに応え、ゲーム番組『ゲーマーズ甲子園』（7月23日・30日放送回）に出演。得意科目である『ストIV』をテーマに、「板橋ザンギエフ」（『バーチャファイター』世界王者）、「マゴ」（『ストIV』全国2位）、「ときど」ら有名プレイヤーも共演し、互いのテクニックを披露した。番組内では梅原はタレントの井手らっきょが対決し、簡単に勝利するが、試合内容は井手の「面白さ勝ち」と判定された。同番組は前後編に分かれて放映され、後編は梅原（リュウ）VSマゴ（サガット）の対決が行なわれた。梅原はマゴに押されるものの僅差で勝利。番組内の対戦ポイントでも一位を獲得し、梅原が勝利を果たした。
2009年4月18日にサンフランシスコで開催された『ストリートファイターIV』の全米選手権の決勝大会「GameStop STREET FIGHTERS IV NationalTournament Finals」に参加。同日の全米トーナメントで優勝したジャスティン・ウォン、日本トーナメントで優勝したダルシム使いでベテランの伊予、韓国トーナメントで優勝したPoongkoと4人制の総当り戦に出場し、3試合全てを勝ち抜いて優勝を収めた。
2009年7月19日にアメリカ・ラスベガスで開催された「Evolution Champinship Series 2009 Finals」の『ストリートファイターIV』部門に出場。全戦においてリュウを使用して勝ち進み、決勝戦ではジャスティン・ウォンと対戦。ルーファス、アベル、マイク・バイソンと多岐にわたるキャラを使用するジャスティンとの接戦の末に勝利し優勝。梅原は、この試合後のインタビューで「4月に対戦した時は大きな差があると思ったけど、今回はかなりジャスティンは強くなっていた」とジャスティンを讃えた。
2009年8月7日に東京で開催された家庭用版『ストリートファイターIV』を使用してのKSK主催の家庭用格闘ゲームイベント大会「GODSGARDEN」ではネットによるプレイヤー投票で大差をつけて1位に選ばれ参戦。当時、アーケード版『ストIV』のBPキャラ別ランキングでエル・フォルテ部門1位であった中足絶唱TKDや、のちに闘劇09ストIII3rdを制したももちなど並みいる強豪を相手にしながらも順当に勝ち進んでいったが、Winner's FINALでは全国1位のクリムゾン・ヴァイパー使いであるうりょに接戦ながら敗北を喫し、Loser's FINALでは同じく闘劇優勝2回を経験しているマゴに敗北。3位という結果に終わり、また闘劇09の『ストIV』では大貫とのコンビで参戦するも準々決勝敗退に終わった。なお梅原はこの時期にアルカディアのコラム「道」を記し、かつての思い出話などを語っている。

### プロゲーマー
2010年4月、Fight Clubに出場し『スーパーストリートファイターIV』をプレイし広報活動を行う。またこの試合でかつての強敵であるアレックス、ジャスティンと戦う事になった。ジャスティンとの最終戦では、ジャスティンのルーファスのジャンプ攻撃に対し、梅原のガイルがウルトラコンボで反撃をするも、まさかの「ダブルKO」という結果となり、この結末にギャラリーやMCから大きな歓声が上がった。
同年4月27日には、アメリカの周辺機器メーカー・Mad Catzとのスポンサー契約を結んでいたことがITmedia Gamesより報道され、上記の大会でも広報活動を行うなどの活動を行っている様から、梅原は“プロ格闘ゲーマー”となった。

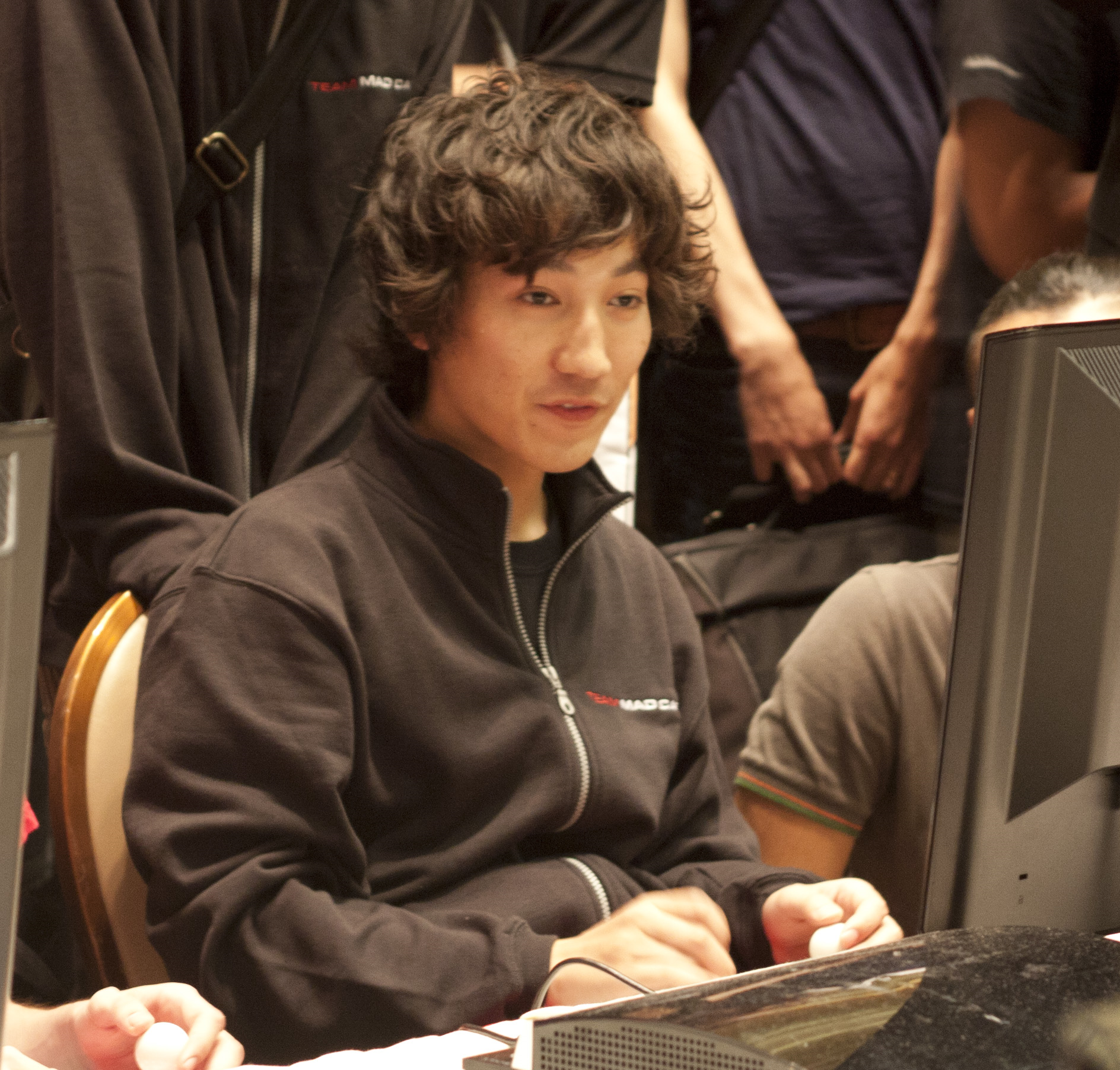
梅原大吾(2011年)

2010年5月15日、ニコニコ生放送「『スーパーストリートファイターIV オンライン対戦会』に出演した。ニコニコ生放送への出演は二度目で、共演者はGODSGARDEN主催者である「総師範KSK」、実況担当の「がまの油」、「こくじん」、プレイヤーの「ときど」、「マゴ」。オンライン対戦においては、公募の一般人や、バルログ使いの「誠」、ルーファス使いの「金デヴ」、ザンギエフ使いの「板橋ザンギエフ」等と対戦した。この放送において、自身もオンラインでプレイしていることを告白し、gameinnとして参加している事が告げられた。ニコニコ生放送中に乱入してきたなどの目撃情報から、Xbox 360版をメインにしていることがうかがえる。
2010年6月、スーパーストリートファイターIVを使用した大会「GODSGARDEN Online」の企画を担当、梅原とKSKの間で話していた「こんな試合をやってみたい」という企画が実現する事になった。ゲームのルール概要、及び出場者の選抜は梅原自身が担当した。出場者は梅原の他にSako、餅、ももち、うりょ、ときど、マゴ、誠の計8名。試合内容はJustin.tv及びUstreamを用いてライブ配信している。
2010年7月、アメリカ・ラスベガスで行われた格闘ゲームイベント『EVOLUTION 2010』（EVO2010）のスーパーストリートファイターIV部門において全戦でリュウを使用し優勝。決勝の相手はジャスティンの友人であり、ジャスティンと同じくルーファスを使用するリッキー・オーティスだった。
2011年8月、アメリカ・ラスベガスで行われた格闘ゲームイベント『EVOLUTION 2011』（EVO2011）のスーパーストリートファイターIV部門に出場し、4位の成績を残した。同イベントにおいてマーヴルvsカプコン3部門にも出場したが、こちらは予選で敗退した。
2016年2月、Twitchのチャンネル「Daigo the BeasTV」を開設。6月にはTwitchのグローバルアンバサダーに就任した。
同年5月14日、飲料メーカーのレッドブルとスポンサー契約を結んだことを発表。プロゲーマーとしては日本人2人目のレッドブル・アスリートとなった。あわせて、それまでスポンサー契約を結んでいたMad Catzとは、アライアンスパートナーという形で連携する体制に切り替わっていたことも明かされた。
同年9月には、新たに「ウルトラストリートファイターIVでの最高ランキング」と「最も視聴されたビデオゲームの試合（後述「背水の逆転劇」の動画、2016年3月8日時点で累計5,385,142回再生）」の2点でギネス世界記録に認定。
同年11月、キングストンテクノロジーの展開するゲーミングブランド「HyperX」とスポンサー契約を締結。
2017年3月2日、スネーク・アイズ、PRバルログとともにCygamesとスポンサー契約をし、チーム『Cygames Beast』を結成。2020年2月末、Cygamesとのスポンサー契約終了。
2019年、Newsweek日本版（4/30・5/7合併号）にて"世界が尊敬する日本人100"に選出される。
2020年4月1日、DouYuJapanが運営するライブ配信プラットフォームMildomとスポンサー契約し、チーム名を『Team Mildom Beast』として活動を始める。
2021年5月8日、自身のTwitter上で、5日に高熱、倦怠感等の症状が出たため、病院で検査を受けたところ、6日に新型コロナウイルス陽性の結果が出たことを明らかにし、今後の復帰に向けて療養に専念するとした。22日、退院。
2023年8月22日、ストリートファイターIVのランクマッチのマスターレートランキングにおいて世界１位に。
2024年、Saishunkan Sol 熊本に所属し「SFL」に参戦することを発表。

## Beast Cup
梅原の主催するストリートファイターの大会。参加者1万人大会の開催を目指して開始された。
| 大会名                | 開催日         |
| --------------------- | -------------- |
| Beast Cup-Beginner-   | 2020年11月22日 |
| Beast Cup-Gekokujo-   | 2021年2月14日  |
| Beast Cup-18U-        | 2021年3月20日  |
| Beast Cup -Gekokujo2- | 2021年9月12日  |

## 人物・プレイスタイル
趣味は麻雀、食べ歩き。
様々なメディアで格闘ゲームの普及を謳っており、一般的な趣味や競技として認知されるまで、プロゲーマーの活動を続けたいとも語っている。
また、ニューヨーク大学に賞金の約700万円を、慈善団体に配信の収益を寄付するなど、チャリティ活動も行っている。

### ウメハラ持ち

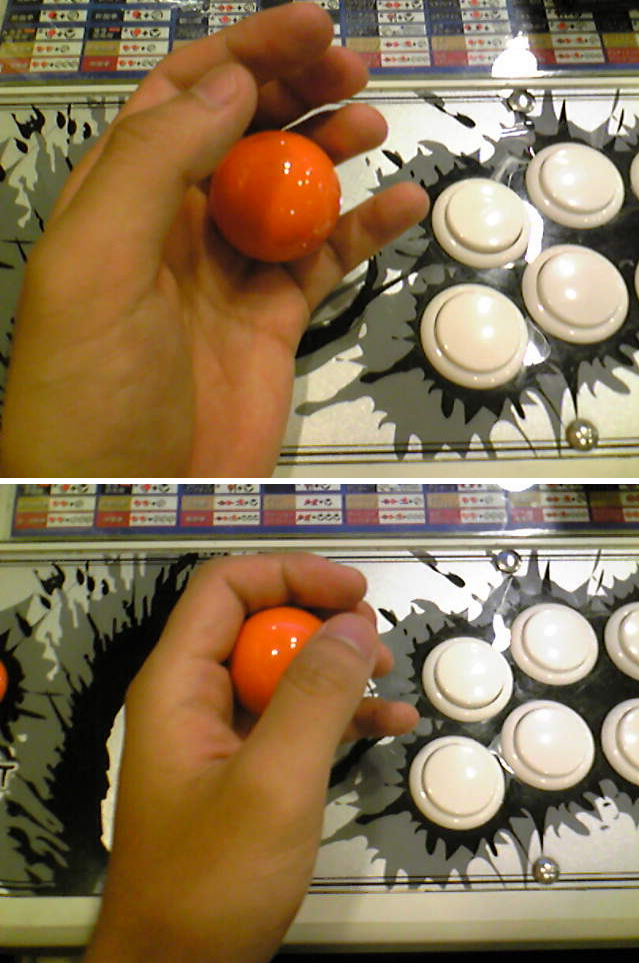
ウメハラ持ち

「ウメハラ持ち」と呼ばれる、ジョイスティックのレバーの軸を薬指と小指で挟み込み、レバーの玉を左からかぶせるような持ち方でプレイするのが特徴で、この持ち方によって格闘ゲームにおけるコマンド入力の時間と入力ロスを極限まで短縮している。これについて訊ねられた際には「意識したことないんだよね。気づいたら今の持ち方だった」「でも持ち方によって長所と短所があるから状況ごとに使い分けた方がいいのかもね」と答えている。

### ウメ波動・ウメ昇龍
梅原は飛び道具の「波動拳」、対空技の「昇龍拳」を独特な方法で使用する事があり、これらは俗にウメ波動・ウメ昇龍と呼ばれる。
波動拳は通常通り、牽制として使用するが、相手がジャンプで避けた時だけ撃たない。昇龍拳は、接近戦で相手の地上技などを先読みしたとき、昇龍拳発動時のわずかな無敵時間を利用し、相手の技に引っ掛ける形で使用する。その精度は「小足見てから昇龍余裕でした」という噂がひとり歩きするほどだった。
ウメ波動については意識的に行っておらず、長年の経験からくる感覚だという。

## 背水の逆転劇
2004年に開催されたEvolutionの『ストリートファイターIII 3rd STRIKE』部門において、梅原の操るケンが米国のジャスティン・ウォンが操る春麗との対戦時、体力がほぼゼロに近い状態から逆転勝利したプレイの様子ならびにその動画。動画にはゲーム画面と盛り上がりが同時に収録されている。
ハイライトは、第1試合第3ラウンド。ジャスティンの春麗がギャラリーの「レッツゴージャスティーン！」の煽りを受け、梅原のケンに必殺技をガードさせて体力を少しずつ減らす、いわゆる「削り」で止めを刺すべく放った「鳳翼扇」（連続でキックを繰り出すスーパーアーツ）を、梅原のケンが次々と14段の蹴りを連続ブロッキングで捌き（※ケンのブロッキングは後退するので8-8-1の鳳翼扇が7-7-1になる為、16段ではなくて実際には14段）、最後のキックをジャンプから空中ブロッキングしたのち、すかさず反撃の飛び蹴り、足払い、「中昇龍拳」、そしてスーパーアーツ「疾風迅雷脚」を叩き込んで逆転KOに成功するシーンである。なお勝利時にジャスティンのスコアを500ポイント抜いており、こちらも逆転している。
流れとしては鳳翼扇（全17段）16段（実際は14段※）ブロッキング→最後の蹴り（1段）をジャンプ空中ブロッキング→飛び蹴り→足払い→中昇竜拳→疾風迅雷脚となる。
このときケンの体力はほぼゼロで、春麗の「鳳翼扇」をガードすれば即座に敗北する状況であり、回避するためにはブロッキングにより全てを捌く必要があった。しかしブロッキングという特殊行動は非常にタイミングがシビアで難易度が高く、とりわけ連続してキックが繰り出される「鳳翼扇」をすべてブロッキングする行為はこのゲーム中屈指の難易度を誇る。「鳳翼扇」の発動エフェクトを見てからのブロッキング猶予時間は1フレーム（=60分の1秒）である。しかし、梅原は、世界大会の敗者側決勝（実質的な準決勝）で多数のギャラリーの注目が集まる中という大きなプレッシャーがかかる状況で、一度の失敗も許されないこの難局を打開した。
後日、DVD『Xmania7』に収録されているインタビューでは「背水の逆転劇」に対する質問に対し、ジャスティンの止めの「鳳翼扇」を「ミスみたいなもんだから」とコメント。また、NHK衛星第2テレビジョンのテレビ番組『MAG・ネット』ではこの時の状況に関して「音が聞こえなかった」、「音があったらやられていた」、「よく成功したな」との感想を述べている。
この出来事は、その後もたびたびメディアで採りあげられ、テレビ朝日『マツコ&有吉の怒り新党』2015年9月30日放送分「新・3大アーケードゲームのスゴい職人技」でも「5秒間の奇跡」と称される。海外では「Evo Moment #37」と呼ばれており、関連書籍も発売されているほか、前述の動画の再生回数がギネス世界記録に認定されている。2014年11月22 - 23日には、アメリカでこの出来事の10周年を記念したイベント「MOMENT 37 RELOADED」が開催され、ジャスティンとのエキシビジョンで「背水の逆転劇」を再現して見せた。

## 主な大会戦績

### 国内・2008年以前
- ゲーメスト杯 ヴァンパイアセイヴァー 優勝
- ストリートファイターZERO3 全国大会&世界一決定戦 優勝
- ストリートファイターZERO3 第2回全国大会 団体戦準優勝
- ストリートファイターZERO3 第3回全国大会 個人戦優勝
- ビートライブ杯 ストリートファイターIII 3rd 3on3 準優勝
- Xmania 2000 スーパーストリートファイターII X 店舗選抜大会 3on3 3位
- Xmania 7 スーパーストリートファイターII X 準優勝
- CAPCOM VS. SNK MILLENIUM FIGHT 2000 全国大会 優勝
- 格闘維新 ストリートファイターIII 3rd 団体戦 準優勝
- 格闘維新 ストリートファイターZERO3 団体戦 準優勝
- 第4回クーペレーションカップ ストリートファイターIII 3rd 団体戦 優勝

### 国内・2009年以降
- GODSGARDEN #1 ストリートファイターIV 3位
- 名古屋ストリートバトル #15 スーパーストリートファイターIV 準優勝「GODSGARDEN」（マゴ/ときど/ウメハラ）
- 名古屋ストリートバトル #17 スーパーストリートファイターIV 優勝「TEAM MADCATS」（ウメハラ/ももち/MACHI）
- 名古屋ストリートバトル #30 スパIVAE 優勝「Team MadCatz」（ウメハラ/マゴ/ときど）
- 塩沢杯5on5 ストリートファイターIV 優勝 (ウメハラ/ニャン師/伊予/ミッセ/ボンちゃん)
- 綾野杯5on5（関東） ストリートファイターIV 優勝 ねこぱんち(ニャン師/ミッセ/ネモ/伊予/ウメハラ)
- TOPANGAチャリティーカップ　優勝　TOPANGA（ニャン師/ウメハラ/マゴ/ボンちゃん/ときど）
- 第2期TOPANGAリーグ（Ａ）　準優勝
- 公式全国大会「格闘秋祭り」スーパーストリートファイターIV ARCADE EDITION (Ver.2012) 優勝
- TOPANGAリーグASIA 準優勝[52]
- TOPANGA WOLRD LEAGUE 優勝[53]
- FAV CUP 2022 sponsored by v6プラス 優勝[54]

### 国内・闘劇
- 闘劇03 スーパーストリートファイターII X 優勝
- 闘劇03 CAPCOM VS. SNK 2 MILLIONAIRE FIGHTING 2001 - 準優勝
- 闘劇03 GuiltyGearXX ベスト4 (ウメハラ、ありさか、パチ)
- 闘劇05 ストリートファイターIII 3rd 優勝（ウメヌキ）
- 闘劇05 CAPCOM FIGHTING Jam 準優勝
- 闘劇09 ストリートファイターIV ベスト8 ウメヌキ(ウメハラ/ヌキ)
- 闘劇10 ストリートファイターIV 準優勝 武田家（中足絶唱TKD/ウメハラ/ボンちゃん）
- 闘劇11 スーパーストリートファイターIV AE　ベスト4 （ウメハラ、伊予）

### 海外・EVO（Evolution）
- Evo2003 スーパーストリートファイターII X 優勝
- Evo2003 GuiltyGearXX 優勝
- Evo2003 ストリートファイターIII 3rd 準優勝
- Evo2003 CAPCOM VS. SNK 2 MILLIONAIRE FIGHTING 2001 準優勝
- Evo2004 スーパーストリートファイターII X 優勝
- Evo2004 GuiltyGearXX 優勝
- Evo2004 ストリートファイターIII 3rd 準優勝
- Evo2006 GuiltyGearXX SLASH 準優勝 (ウメハラ、金デヴ、RF)
- Evo2009 ストリートファイターⅣ　優勝
- Evo2010 スーパーストリートファイターⅣ　優勝
- Evo2011 スーパーストリートファイターIIX　優勝
- Evo2012 スーパーストリートファイターⅣアーケードエディションVer.2012 5位

### 海外・その他
- Absolution2004 スーパーストリートファイターII X 優勝
- Absolution2004 GuiltyGearXX #RELOAD 優勝
- Absolution2004 ストリートファイターIII 3rd 優勝
- Absolution2004 ストリートファイターZERO3 3位
- Street Fighter4 US National Tornament(2009年） ストIV エキシビジョン・世界一決定戦　優勝（リュウ）
- World Game Cup 2010　ストリートファイターIV　団体戦 - 優勝　：　個人戦 - 準優勝
- Super VS Battle 20-X スーパーストリートファイターIV 3位（リュウ/キャミィ）
- Seasons Beatings 4 ストリートファイターⅣ 個人戦 優勝 / 団体戦 3位
- Seasons Beatings 4 スーパーストリートファイターII Turbo HD Remix 優勝
- Socal Regionals 2010 スーパーストリートファイターIV　準優勝（リュウ）
- Socal Regionals 2010 ストリートファイターII Turbo HD Remix　優勝（ガイル）
- CANADA CUP 2010 スーパーストリートファイターIV 個人戦 優勝（ガイル/リュウ）
- CANADA CUP 2010 スーパーストリートファイターIV 団体戦 3位 Team Japan（ウメハラ/マゴ/Air（カナダ））
- CANADA CUP 2010 ストリートファイターII Turbo HD Remix 優勝
- Norcal Regionals 2010 スーパーストリートファイターIV　4位（リュウ）
- Norcal Regionals 2010 スーパーストリートファイターIV　団体戦3on3 優勝「The Beauty and the beast」（ウメハラ/リッキー・オーティス（アメリカ）/Floe（アメリカ））
- Norcal Regionals 2010 ストリートファイターII Turbo HD Remix　優勝（リュウ/ガイル）
- Revelations 3 （アメリカ・2011年） スーパーストリートファイターIV AE Edition 個人戦　優勝（ユン）
- Norcal Regionals 2011 スーパーストリートファイターIV AE Edition　個人戦　優勝（ユン）
  - EVOシーズンポイント「64ポイント」を獲得
- Norcal Regionals 2011 マブカプ3　団体戦　4位　Team Ricky（フィリピーノ・チャンプ/ウメハラ/リッキー・オーティス）
- LGCup SFIV HD Global Championship 2012 スーパーストリートファイターIV AE ver.2012　準優勝
- South East Asia Major 2012　スーパーストリートファイターIV AE　ver.2012　準優勝
- STREET FIGHTER 25th Anniversary Tournaments スーパーストリートファイターIV AE　ver.2012 準優勝
- K.O. Fighting Game Festival スーパーストリートファイターIV AE　ver.2012 団体戦 優勝 Team Mad Catz（ウメハラ/マゴ/ときど）
- DreamHack Winter 2013 スパ4AE2012 優勝
- HK Esports Tournament ウル4 優勝
- VS Fighting 2018 優勝
- Capcom Pro Tour Online 2020 Asia East 1優勝
- Blink All Star Challenge: Japan 優勝
- Capcom Pro Tour 2021 Japan 3優勝

## 代表的な使用キャラ
主にリュウ、ケン、ガイルなど、性能がスタンダードで無敵対空技を持つキャラを好んで使用する傾向がある。
スーパーストリートファイターII X
- リュウ - カラー：茶（スタート）
- ガイル - カラー：紺（中K）
- ザンギエフ - カラー：青（スタート）
- バイソン - カラー：青（弱P）
- サガット

ストリートファイターZERO3
- リュウ (V-ISM) - カラー：P
- 豪鬼 (V-ISM) - カラー：P

ストリートファイターIII 3rd Strike
- ケン（SA：疾風迅雷脚）- カラー：白（強K）

ストリートファイターIVシリーズ
- リュウ - カラー：薄黄（アレンジ1）
- ガイル
- ユン - カラー : 赤
- 殺意の波動に目覚めたリュウ

ストリートファイターVシリーズ
- ガイル

ヴァンパイアハンター
- パイロン - カラー：中K

ヴァンパイアセイヴァー
- ビシャモン - カラー：強P

カプコン バーサス エス・エヌ・ケイ ミレニアムファイト 2000
- CAPCOMグルーヴ・リュウ、ガイル

CAPCOM VS. SNK 2 MILLIONAIRE FIGHTING 2001
- Nグルーヴ・リュウ（京）、ケン、豪鬼（庵）（初期の全国大会時）
- Cグルーヴ・ガイル、ケン（春麗）、サガット（闘劇出場時）
- Aグルーヴ・ブランカ、バルログ、ベガ（現在）

CAPCOM FIGHTING Jam
- ユリアン、ガイル

GUILTY GEAR XX
- ソル - カラー：ダスト

ここに記載されている以外のキャラクターも使用する。特に『ヴァンパイアセイヴァー』では、全キャラクターで100連勝を記録している。

## 関連情報

### 著書
- 『勝ち続ける意志力: 世界一プロ・ゲーマーの「仕事術」』（小学館101新書、2012年4月2日）ISBN 4098251329
- 『ウメハラコラム 拳の巻 〜闘神がキミに授ける対戦格闘ゲーム術〜』（エンターブレイン、2013年2月25日）ISBN 4047286958
- 『ウメハラ To live is to game』監修/作画・西出ケンゴロー/原作・折笠格（PHP研究所、2013年9月12日）ISBN 456981347X
- 『勝負論 ウメハラの流儀』（小学館新書、2013年10月1日）ISBN 4098251817
- 『１日ひとつだけ、強くなる。 世界一プロ・ゲーマーの勝ち続ける64の流儀』（ＫＡＤＯＫＡＷＡ、2015年7月10日）ISBN 978-4046006417

- 『ウメハラ FIGHTING GAMERS！』全9巻 監修 （週刊ジョージア、KADOKAWA）
- （ちきりんと共著）『悩みどころと逃げどころ』（小学館新書、2016年6月1日) ISBN 4098252740
- （寄稿）『おとなになるのび太たちへ: 人生を変える「ドラえもん」セレクション』（小学館、2020年9月3日）ISBN 4092272278

### 公認グッズ
- 公認デザインTシャツ：YOUDEALから販売中

### テレビ・ラジオ
- ゲーマーズ甲子園 （MONDO21）
- MAG・ネット『ストリートファイター』（NHK衛星第2テレビジョン、2010年5月9日）
- めざましどようび 「OH!ジャパンダフル」（フジテレビ、2014年2月1日）
- すっぴん! （NHKラジオ第1放送、2014年4月28日）
- 大竹まこと ゴールデンラジオ! 「大竹メインデッシュ」 （文化放送、2014年8月12日）
- 未来シアター （日本テレビ、2014年8月29日）
- 山田五郎と中川翔子の『リミックスZ』 （エフエム東京、2016年2月3日[56])
- 気づきの扉 （テレビ朝日、2017年11月17日）
- サムライ・ゲーマー〜賞金5億円 世界に挑む若者たち〜 （NHK BS1、2017年12月9日）
- プロフェッショナル 仕事の流儀 （NHK、2018年3月19日）
- YUBIWAZA （毎日放送、2020年4月2日、4月9日）

### 映画
- 『リビング ザ ゲーム』 (東京ビデオセンター、2018年3月3日、日本台湾合作 2016年製作、中国語名：『我在快打求旋風』) - 梅原大吾、百地祐輔、台湾の向玉麟（中国語版）、フランスのルフィー、アメリカのジャスティン・ワン（英語版）などのプロゲーマーに密着しているドキュメンタリー作品だが、梅原大吾へのインタビューに多くの時間が割かれている[57]

### Web
- 『スーパーストリートファイターIV オンライン対戦会』（ニコニコ動画、2010年5月15日）
- カップヌードル「ウメハラがぁっ 篇」/ 梅原大吾」（WebCM、2025年2月17日）

### 講演
- 一日ひとつだけ強くなる 慶應丸の内シティキャンパス講演[58]（YouTube・Twitch、2017年1月19日）
- 自分の人生を生きる－「たかがゲーム」と言われても－ NHK文化センター講演（BeeTV・Twitch、2018年2月4日）

## 受賞歴
2010年8月に「世界で最も長く賞金を稼いでいるプロゲーマー」として、ギネス・ワールド・レコーズに認定され、ロンドンで表彰された。
- Impact Award ‐2024年7月21日、EVO2024にてJustin Wongと共に初受賞。
- eスポーツ功労賞 ‐2025年1月15日、日本eスポーツアワード2024にて受賞[60]。